# Oscar Restrepo
Pour les articles homonymes, voir Restrepo.
Óscar Restrepo, né le 2 janvier 1974 à Medellín (Colombie), est un footballeur colombien, qui évolue au poste de milieu de terrain avec le club de Boyacá Chicó. Au cours de sa carrière ile évolue à l'Independiente Medellin, au Deportes Quindío, à Envigado, à l'Atlético Junior, à l'Atlético Nacional, au Deportivo Cali, à l'América Cali, au Deportivo Pereira et à l'Estudiantes de Mérida, ainsi qu'en équipe de Colombie.
Restrepo marque un but lors de ses huit sélections avec l'équipe de Colombie entre 1994 et 2002.

## Carrière
- 1993-1994 : Independiente Medellin  Colombie
- 1995 : Deportes Quindío  Colombie
- 1996-1998 : Independiente Medellin  Colombie
- 1999 : Envigado FC  Colombie
- 2000-2001 : Atlético Junior  Colombie
- 2001-2002 : Atlético Nacional  Colombie
- 2003 : Deportivo Cali  Colombie
- 2004 : América Cali  Colombie
- 2004-2006 : Envigado FC  Colombie
- 2007 : Deportivo Pereira  Colombie
- 2008-2009 : América Cali  Colombie
- 2010 : Estudiantes de Mérida  Venezuela
- 2012- : Boyacá Chicó  Colombie

## Palmarès

### En équipe nationale
- 8 sélections et 1 but avec l'équipe de Colombie entre 1994 et 2002

### Avec l'América Cali
- Vainqueur du Championnat de Colombie en 2008 (Tournoi de clôture)